# Oscar Boeira
Oscar Boeira (Porto Alegre, 1883 - Porto Alegre, 13 de febrero de 1943) fue un pintor brasileño. Estudió en la Academia Nacional de Bellas Artes y, entre 1914 y 1917, fue profesor en la Escuela de Bellas Artes de Porto Alegre. 